# Goryphus reticulatus
Goryphus reticulatus är en stekelart som först beskrevs av Cameron 1905.  Goryphus reticulatus ingår i släktet Goryphus och familjen brokparasitsteklar. Inga underarter finns listade i Catalogue of Life.